# Rémy Rioux
Pour les articles homonymes, voir Rioux.
Ne pas confondre avec Rémy Riou (1987-), footballeur français.
Rémy Rioux, né le 26 juin 1969 à Neuilly-sur-Seine, est un haut fonctionnaire français.
Depuis le 2 juin 2016, il est directeur général de l'Agence française de développement.

## Biographie

### Origines et formation
Né en juin 1969 à Neuilly-sur-Seine, Rémy Rioux est le fils d'Hélène et Jean-Pierre Rioux.
Bachelier en 1986, il obtient une maîtrise d’histoire à l’université Paris I puis un DEA à l'École des hautes études en sciences sociales,. Lors de ses travaux universitaires, il s’intéresse aux historiens Gabriel Monod puis Jules Michelet sous la direction d’Alain Corbin et de Pierre Nora.
Entre 1988 et 1993, il est également élève à l'École normale supérieure et à l'Institut d'études politiques de Paris (1992, Service public). Il intègre l'ENA dans la promotion Marc-Bloch en 1995 après une année de service national au sein de la Gendarmerie nationale.

### Carrière professionnelle
De 1997 à 2000 et de 2002 et 2004, Rémy Rioux est auditeur à la Cour des Comptes et exerce des missions de contrôle dans les secteurs de l’énergie, de la défense, de l’industrie, du commerce extérieur et des organismes publics industriels.  
En 2000, il devient conseiller budgétaire du ministre de l’Intérieur, Daniel Vaillant, et est notamment chargé de la gestion du ministère et du passage à l’euro.
En 2007 il intègre l’Agence des participations de l'État comme directeur des participations « Transports et Audiovisuel ». Il a été administrateur de différentes entreprises (SNCF, RATP, ADP, Renault, France Télévisions, France Médias Monde, Arte, le Grand Port Maritime du Havre)[réf. nécessaire].
En 2012, Rémy Rioux qui se définit comme un « haut fonctionnaire de gauche »,, devient directeur de cabinet de Pierre Moscovici, alors ministre de l’économie, des finances et du commerce extérieur. Il s’occupe de la réforme fiscale ainsi que du traitement de nombreux dossiers financiers et industriels (bpifrance, Dexia, PSA-Dongfeng, STX, etc.).

#### Développement et de l’Afrique
La carrière de Rémy Rioux est marquée par des responsabilités en lien avec le continent africain. De 2004 à 2007, il est chef du bureau « Coopération monétaire et développement avec les pays d’Afrique, des Caraïbes et du Pacifique » à la Direction générale du Trésor et de la politique économique (DGTPE). Il est notamment chargé du suivi des relations avec les pays africains et des affaires de la Zone franc. En trois ans, il parcourt les seize pays qui la composent et multiplie les allers-retours entre la France et l’Afrique. À l’occasion de la présidence française du G20, il place la question des infrastructures et du développement à l’agenda international[source insuffisante].
En 2012, il rejoint Bercy en devenant directeur de cabinet de Pierre Moscovici, alors ministre de l’Économie et des finances.

#### Direction du quai d’Orsay
En 2014, Laurent Fabius le nomme secrétaire général adjoint du ministère des Affaires étrangères et du Développement international. Il contribue à la réforme des opérateurs et des instruments financiers au service du commerce extérieur, du tourisme et de l’attractivité du territoire. Il défend ainsi la politique de diplomatie économique impulsée par le ministre. En 2015, il coordonne l’agenda « finance » de la COP21 avec l’équipe de négociation française conduite par Laurence Tubiana.

#### À l’Agence Française de développement
En 2015, le président de la République le charge d’une mission de préfiguration de la réforme qui permettra de rapprocher l’AFD de la Caisse des dépôts et consignations, mais le projet est finalement abandonné. Toutefois, pour Rémy Rioux, il existe toujours des « synergies à créer entre l'AFD et la CDC ».
Le 25 mai 2016, Rémy Rioux est nommé directeur de l’Agence française de développement par décret, avec une prise de fonction effective le 2 juin 2016 en remplacement de Anne Paugam.

## Décorations
- Chevalier de l'ordre national du Mérite (2018)[24]
- Médaille d'honneur de l'engagement ultramarin, échelon or (2024)[25]
- Prix de la Carpette anglaise (2023)

## Ouvrage
- Avec François Adam et Olivier Ferrand, Finances publiques, Presses de Sciences Po, 2007[26].
- Réconciliations, Débats publics, 2019.
- Pour un monde en commun. Regard croisés entre l'Afrique et l'Europe, avec Achille Mbembe, Actes Sud, 2022